# Cavour (550)

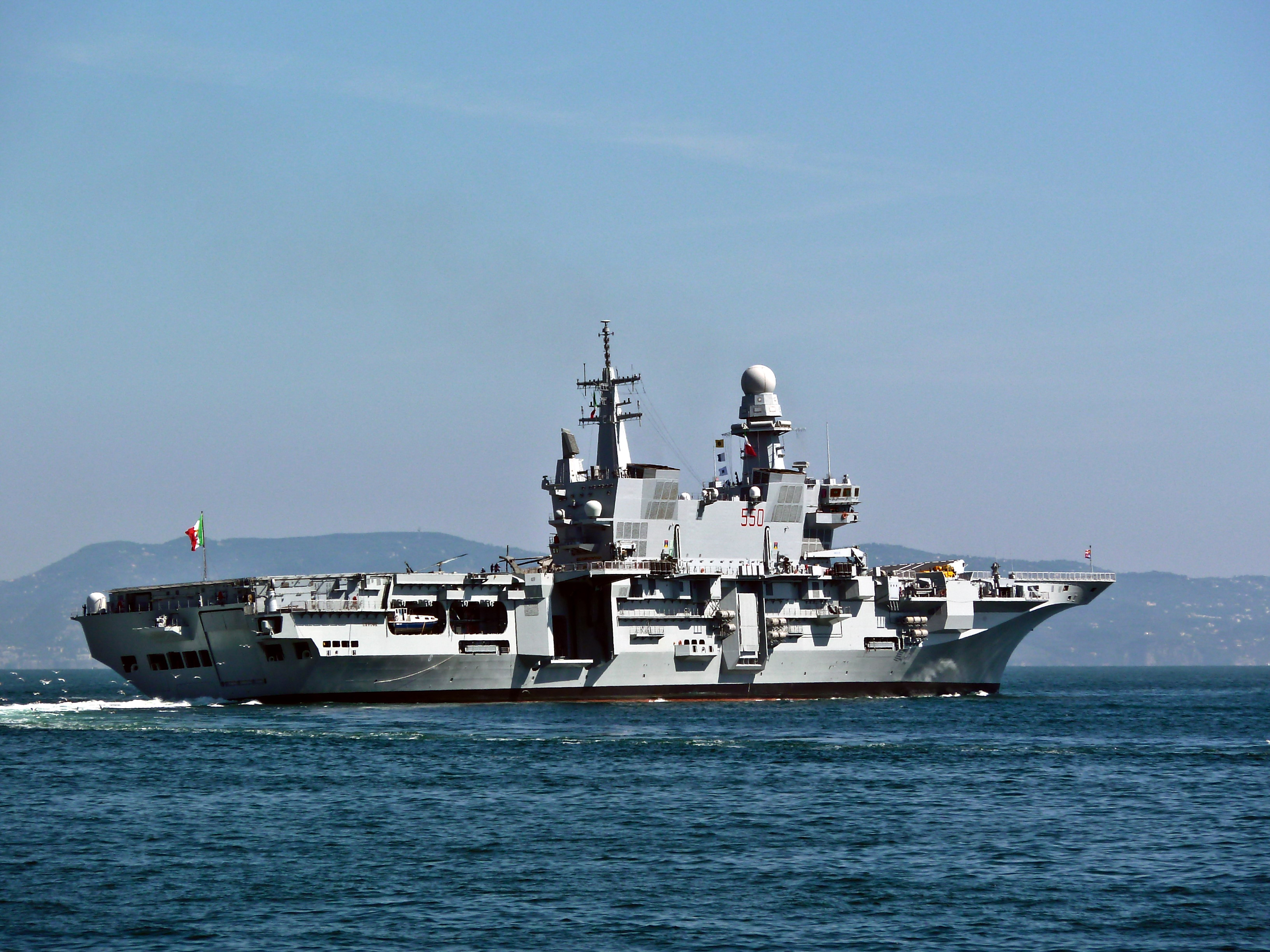
O Cavour navegando perto de Napoli.

O Cavour é um porta-aviões da Marinha da Itália, construído pela Fincantieri em 2001. Seu nome é em homenagem ao estadista e político italiano Camilo Benso, Conde de Cavour.

## Nome
O navio foi nomeado em homenagem a Camillo Benso, Conde de Cavour e se tornou a NUM (Nova Unidade Principal) da Marinha Italiana, juntando-se ao porta-aviões Giuseppe Garibaldi (551). Seu nome tem significado histórico para a Marinha Italiana, como um tributo ao forte ímpeto que o Conde de Cavour deu à expansão e desenvolvimento da Marinha Italiana, nascida da fusão das marinhas pré-unificação, após a unificação da Itália.

## Construção
O Cavour começou a ser construído pela Fincantieri em 17 de julho de 2001, e foi lançado ao mar pelo estaleiro Riva Trigoso em Sestri Levante, no dia 20 de julho de 2004. Os testes de mar começaram em dezembro de 2006, e o navio foi oficialmente comissionado em 27 de março de 2008. A sua plena capacidade operacional foi alcançada em 10 de junho de 2009.
O porta-aviões participou das comemorações do Dia da Marinha italiana, em 10 de junho de 2010, no Golfo de Nápoles.

### Modernização
Em dezembro de 2018 o navio foi transferido para o Arsenal Militar Marítimo de Taranto , para a realização de obras de adaptação visando o embarque dos novos F-35B, que substituirão os McDonnell Douglas AV-8B Harrier II. As obras, no valor de 74 milhões de euros, mantiveram-no fora de serviço até ao verão de 2020.
As empresas italianas na área de defesa, como Fincantieri e Leonardo, participaram das obras de modernização, bem como da contribuição dos trabalhadores especializados do arsenal. Foi realizada uma metalização da estrutura da cabine de comando, visando conter o impacto da aeronave F-35B sobre ela. Desde 26 de novembro de 2019, o navio (que é, com as suas 27 mil toneladas, o maior que alguma vez entrou na doca seca Edgardo Ferrati, em Taranto) saiu do arsenal, pronto para retomar as suas atividades habituais. A partir de 2019, graças aos trabalhos acima, o Cavour representa, juntamente com os porta-aviões britânicos STOVL da classe Queen Elizabeth e as unidades de porta-aviões norte-americanos, o único navio naval deste tipo capaz de operar com caças F-35B.
Em fevereiro de 2021, o Cavour (550) foi enviado aos Estados Unidos para seu período inicial de testes de voo com o F-35B, o navio atracou na Base Naval de Norfolk, Virgínia, em 13 de fevereiro de 2021.
A fase “quente” da campanha “Pronto para Operações” começou no dia 28 de fevereiro, com o primeiro pouso de uma aeronave Marine F-35B no convés do porta-aviões no dia 1º de março, o que representou um passo fundamental na longa e complexa processo de certificação para utilização de novas aeronaves. Em 26 de março, o navio estava em Norfolk, Virgínia, quando o teste do F-35B foi concluído. A embarcação deixou Norfolk em 16 de abril e retornou ao porto de origem Taranto em 30 de abril.  A capacidade operacional inicial dos F-35B é esperada para 2024.

## Histórico de serviço
Em 19 de janeiro de 2010, o Cavour (550) foi enviado ao Haiti como parte da Operação Garça Branca, para auxiliar as vítimas do Sismo do Haiti de 2010. Sendo a primeira missão do porta-aviões, onde complementou os esforços internacionais para fornecer ajuda às vítimas do sismo do Haiti em 2010.
Em fevereiro de 2022, o Cavour (550) fez parte das operações de treinamento de interoperabilidade com o porta-aviões americano USS Harry S. Truman (CVN-75) e o porta-aviões francês Charles de Gaulle (R91) na preparação para a Guerra Russo-Ucraniana. 
Em Junho de 2024, o porta-aviões Cavour (550) e a fragata Alpino (F-594) partiram da base naval de Taranto para uma campanha operacional de cinco meses pelo Indo-Pacífico.
Em agosto de 2024, o Grupo de Ataque do Porta-Aviões Cavour da Marinha Italiana realizou durante quatro dias um exercício no Mar das Filipinas com um destróier da Marinha dos Estados Unidos enquanto se dirigia ao Japão. O grupo incluía o porta-aviões Cavour (550), a fragata Alpino (F-594) e o destróier USS Dewey (DDG-105).